# Галогениды карбонилиридия
Галогениды карбонилиридия — металлоорганические соединения иридия с общей формулой Ir(CO)3Hal и Ir(CO)2Hal2, где Hal = однозарядные ионы хлора, брома и иода.

## Свойства
Соединения Ir(CO)3Hal при нормальных условиях образуют коричневые твёрдые вещества, неустойчивые в водных растворах, но относительно устойчивы на воздухе. При нагревании до 115 °С вещества возгоняются, не плавясь.
Соединения типа Ir(CO)2Hal2 представляют собой светло-жёлтые кристаллы, при 150 °С сублимируются. Очень неустойчивы на воздухе, разлагаясь с выделением окиси углерода:
{\displaystyle {\mathsf {Ir(CO)_{2}Cl_{2}\ {\xrightarrow {O_{2}}}\ IrCl_{2}+2CO\uparrow }}}

## Получение
- Реакция солей иридия IrHal3 c оксидом углерода(II) при 150 °С.